# Pematang Asilum
Pematang Asilum is een bestuurslaag in het regentschap Simalungun van de provincie Noord-Sumatra, Indonesië. Pematang Asilum telt 2217 inwoners (volkstelling 2010).